# 두 개의 중국
두 개의 중국(중국어 정체자: 兩個中國, 간체자: 两个中国, 병음: liǎng gè Zhōngguó/liǎng ge Zhōngguó, 영어: Two Chinas, 프랑스어: Deux Chines)은 이상론적인 하나의 중국 논리에 반하여 현실론적인 두 실체 중화민국과 중화인민공화국을 각각 독립적인 '중국'으로 보는 관점을 말한다. 다만 대만 내에서 중화민국에서 대만 공화국으로의 독립을 추구하고자 하는 정치적 성향과는 다른 정의이다.
- 중화민국(ROC): 1912년에 건국되어 현재는 국공내전의 후퇴로 국부천대하여  대만, 펑후 제도, 진먼섬, 마쭈 열도를 관할하게 된 국가.
- 중화인민공화국(PRC): 1949년에 국공내전에서 대륙을 차지하고 공산당 치하로 건국되어 중국 대륙과 홍콩, 마카오를 관할하게 된 국가.

## 국공 내전
제2차 세계 대전에서 일본 제국이 패배하기 직전 소련이 만주 전략공세작전을 통해 만주국을 공산화시키면서 마오쩌둥에게 유리한 환경이 조성되었다. 장제스가 이끄는 중국국민당과 마오쩌둥이 이끄는 중국공산당 간에 국공 내전이 재개되어, 1949년 10월에 공산당은 북평(北平; 당시의 북경, 후에 공산당이 중화인민공화국을 건국하고 수도로 정하면서 북경으로 고침)을 수도로 하는 중화인민공화국의 건국을 선포해 주도권을 잡고, 결국 중화민국 정부는 타이완으로 천도하였다. (국부천대)

## 입장 차이

### 중화민국의 입장

청천백일만지홍기

중화민국도 초창기부터 중화민국 중심의 하나의 중국 원칙을 고수했었다. 그러나 리덩후이가 '양국론'을 주장하면서 탄성외교 정책을 추진함에 따라 동시승인 및 수교를 용인할 뜻을 처음으로 내비쳤다. 따라서 중화민국의 수교국 일부는 중화인민공화국을 승인하기도 하였으나, 중화인민공화국의 완고한 입장에 따라 동시수교까지는 이루어지지 못하고 있다. 한편 천수이볜은 '일변일국론'을 내세워 타이완은 중화민국 또는 중화인민공화국이 아닌 별개의 주권국가라고 주장하여 논란이 되기도 하였다.

### 중화인민공화국의 입장

오성홍기

중화인민공화국은 하나의 중국 원칙을 고수하여 동시 승인 및 수교를 용인하지 않고 있다. 중화인민공화국과 외교 관계를 맺고 있던 그레나다가 중화민국과 수교를 시도하자, 중화인민공화국은 그레나다에 단교를 선언하여 확고한 입장을 행동으로 보여주었다. 또한, 2005년에는 반분열국가법을 제정하면서 중화인민공화국 중심의 하나의 중국 원칙 수호에 더욱 박차를 가하였다.

## 같이 보기
- 중국
- 하나의 중국
- 분단국가
- 양안관계
- 국공 내전